# Receptor GPS

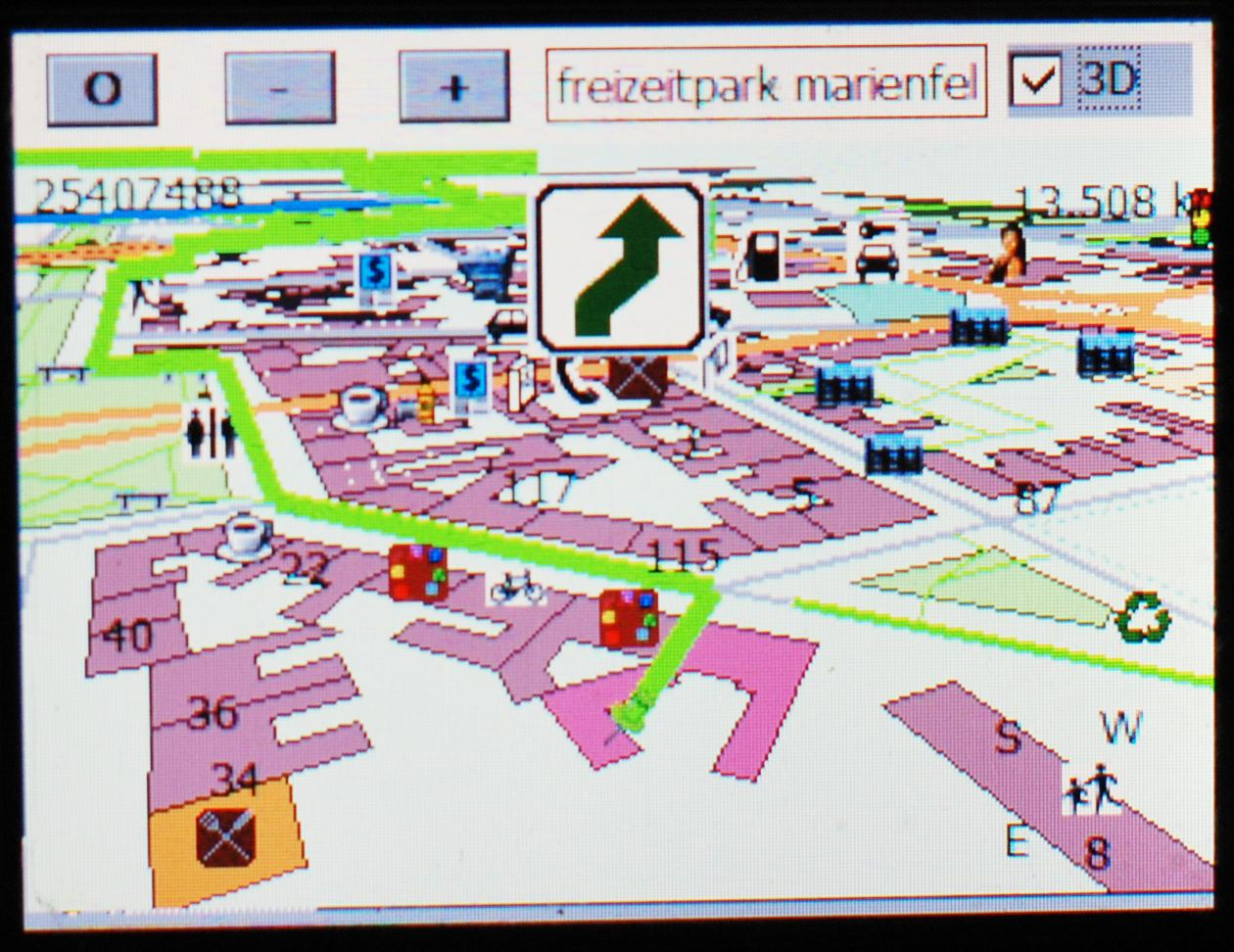
Navegació en bicicleta amb assistent de navegació personal

Un receptor GPS (Global Positioning System, Sistema de Posisionament Global en Català) és un dispositiu de butxaca que permet saber la posició geogràfica longitud i latitud amb una posició d'uns metres, fent servir la tecnologia GPS. Són el substitut dels mapes de butxaca.

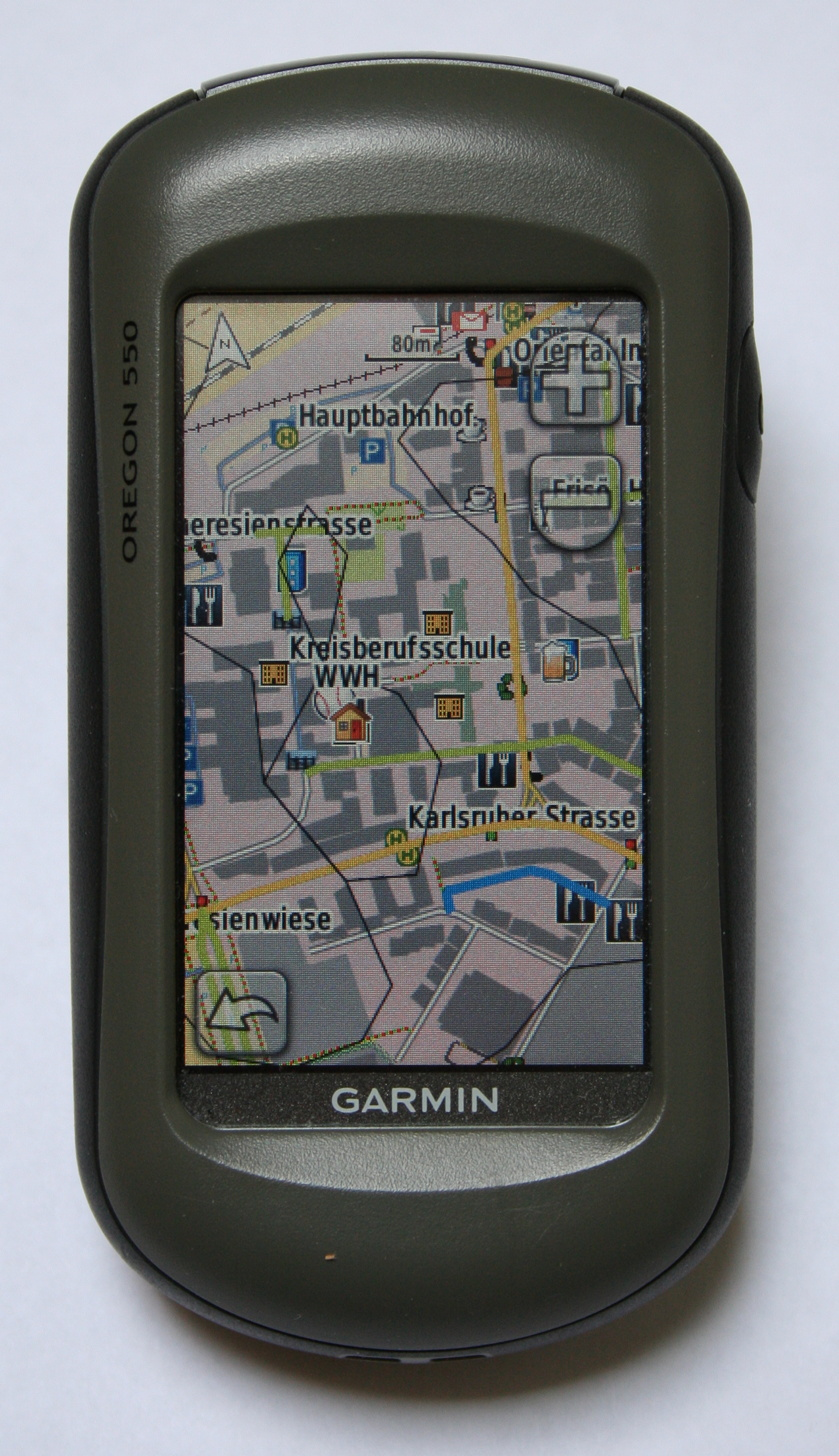
GPS amb mapa electrònic

Normalment aquests dispositius també permeten saber l'hora de referència amb gran precisió. Actualment aquests dispositius tenen unes mides tan reduïdes que es poden portar a la butxaca.

## Tipus de dispositius
Existeixen dispositius amb una pantalla per poder veure els punts geogràfics de referéncia com ara rius, carreteres i fins i tot carrers, a les àrees urbanes. Normalment també és possible carregar diferents mapes de detall a la seva memòria segons la situació geogràfica en la qual es vulguin fer servir.
També existeixen dispositius sense pantalla dissenyats per fer-los servir amb un ordinador de butxaca o portàtil, un telèfon mòbil o una càmera de fotos. Aquest darrers permeten desar informació geogràfica a les dades EXIF de la imatge.
Finalment també existeixen aparells integrat en un ordinador de butxaca, telèfon mòbil o càmara digital.